# Gerhard Schedl
Gerhard Schedl   (Viena, 5 d'agost de 1957 - Eppstein, 30 de novembre de 2000) va ser un compositor i conferenciant austríac.

## Biografia
Gerhard Schedl va rebre classes de violí i guitarra des de 1967 i va tocar en diverses bandes abans de dedicar-se a la composició el 1972. Després de graduar-se de batxillerat, va estudiar musicologia a la Universitat de Viena entre 1976 i 1980, sense cursar-hi cap títol, i, d'altra banda, a la Universitat de Música i Arts Escèniques de Viena (aleshores encara la Universitat de Música i Escènica i Arts), composició amb Erich Urbanner, composició musical i Contrapunt i direcció amb Otmar Suitner. Aquest itinerari formatiu el va completar l'any 1980 amb un diploma "amb distinció". L'any 1980, Schedl va aparèixer amb un total de tres obres, entre les quals l'òpera infantil Der Schweinehirt basada en un conte de fades de Hans Christian Andersen, per la qual va rebre el segon premi al "Concurs Carl Maria von Weber" de la ciutat de Dresden. L'any 1982 hi va rebre el segon premi per l'òpera de cambra II. Kontrabass.
Des de 1981 va ocupar una plaça de professor al Conservatori Hoch de Frankfurt del Main, i a partir de 1982 també a la Universitat de Magúncia Johannes Gutenberg. De 1987 a 2000 va dirigir els cursos de música nova de Frankfurt juntament amb Claus Kühnl.
Schedl va crear tres obres per encàrrec per al Teatre Estatal de Salzburg. Això el va convertir en un dels compositors d'obres de teatre musical més importants d'Àustria als anys noranta.
Als 43 anys, Gerhard Schedl es va treure la vida. Descansa en una tomba honorífica al cementiri central de Viena (grup 40, número 97).

## Premis
- 1979: Premi de promoció de la Fundació Theodor Körner
- 1981: Premi de Promoció de la Ciutat de Viena
- Premi Gerhard Schedl de teatre musical
- En reconeixement dels èxits de Gerhard Schedl, la "Neue Oper Vienna" va anunciar el Premi Gerhard Schedl de Teatre Musical per primera vegada el 2009 per a una obra escènica de llarga durada.[5]

## Treballs
- Es pot trobar una llista detallada de les obres de Gerhard Schedl al centre d'informació musical d'Àustria.[6]

## Alguns alumnes
Van ser estudiants de composició des del principi
- Klaus Wiede
- Dieter Hermsdorf
- Stefan Tomàs
- Andreas H.H. Suberg

Els últims alumnes de Gerhard Schedl van ser Daniel Hensel i Roman Pawollek. Hensel va escriure la primera dissertació sobre l'obra de Schedl. Juntament amb el musicòleg Christian Heindl, tots dos estan compromesos amb les interpretacions de la música de Schedl, que és una cooperació entre l'associació de música contemporània de Viena il rilievo i l'Alte Schmiede (Viena), així com lStudio für Neue Musik Würzburg.